# サキシマフヨウ

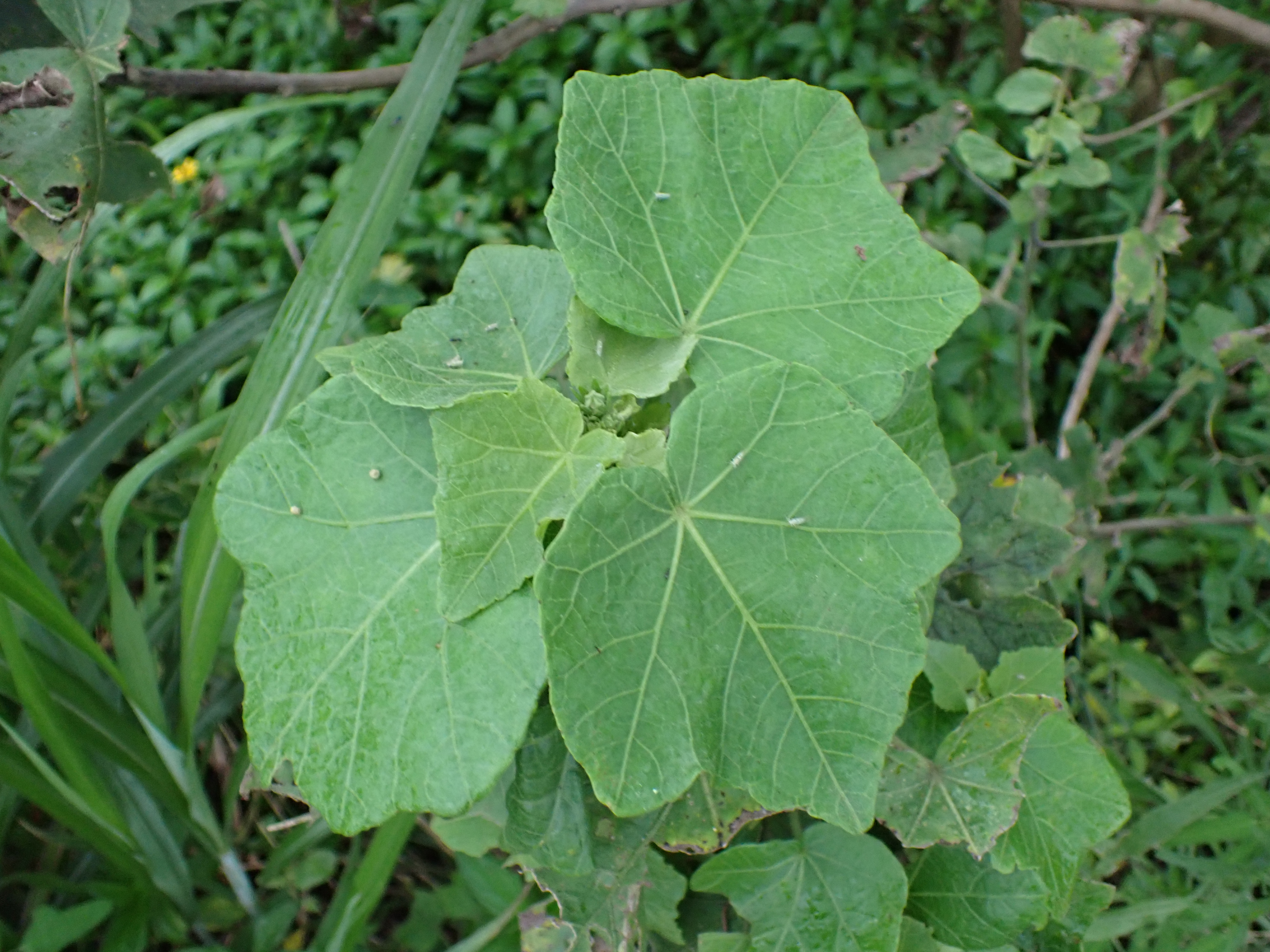
葉身の切れ込みは浅く、葉先の尖りは鈍い（2024年11月 沖縄県石垣市）

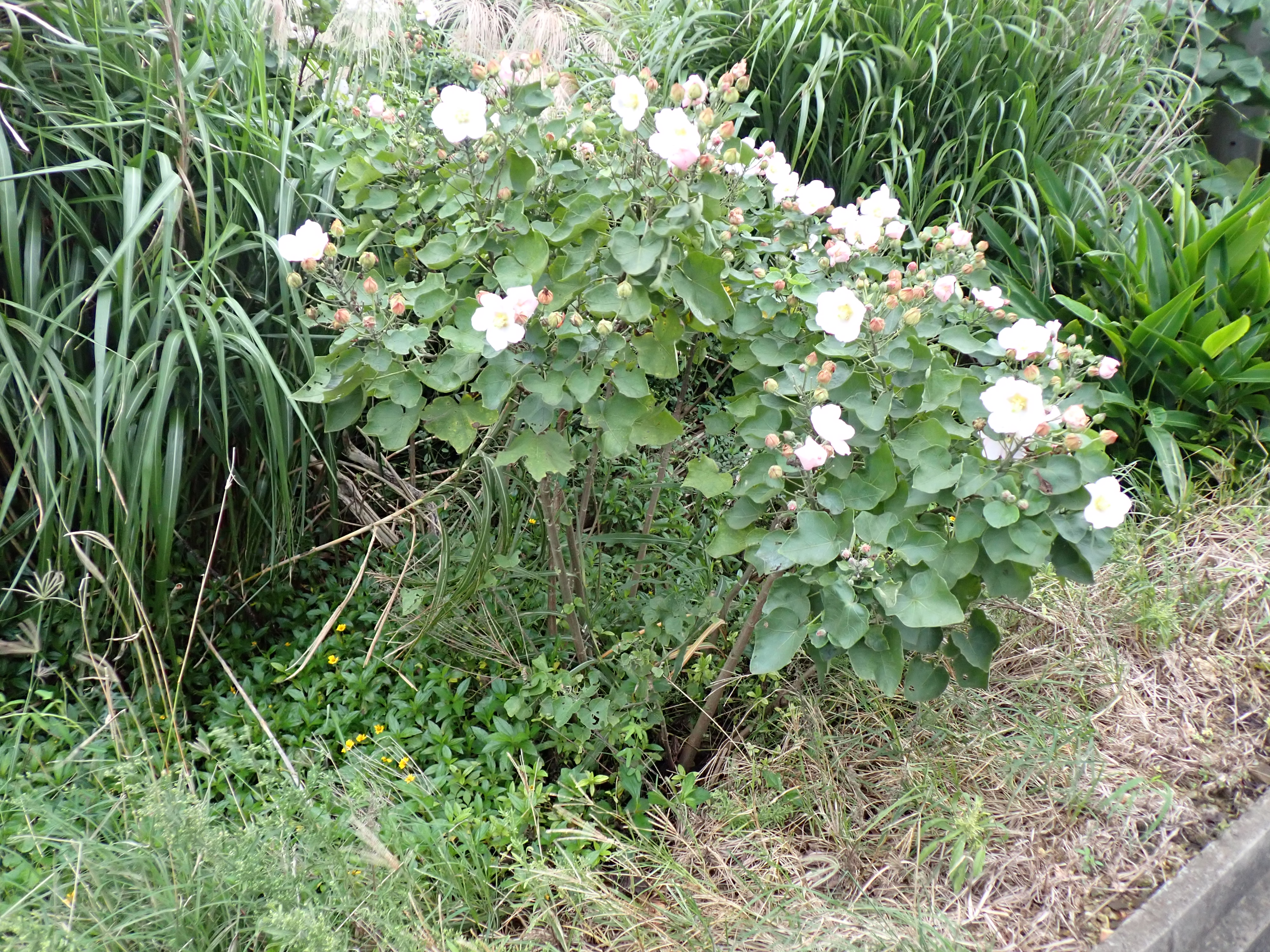
路側に生育するサキシマフヨウ（2024年11月 沖縄県石垣市）

サキシマフヨウ（先島芙蓉、Hibiscus makinoi ）はアオイ科フヨウ属の半落葉低木または中木。

## 特徴
高さ2–6 mほど。上の掲載写真は八重咲きだが、下の一重咲きが一般的。葉は長さ・幅ともに7–11 cmほどで、長い葉柄があり、葉身は3–7裂するが切れ込みは浅く、五角形状が多い。葉先は鈍く葉縁の鋸歯も鈍い。葉裏の脈上や葉柄に星状毛が多いが腺毛は無く、葉を触っても粘り気は感じられない。花は径8–10 cm、白～淡紅色。花弁は5枚（一重咲きの場合）でへら型または倒広卵形で先は円形となる。フヨウ属の他種と同様に多数の雄しべが筒状になり、中に花柱が通る。柱頭は5裂し先端は頭型。花は1日花で夜には萎む。文献によっては開花時の花色は白に近く、時間の経過とともに桃色を帯びるとも、時間経過とともに花色が変わるとも記されている。（※　桃色→白とするブログもある）開花期は秋～冬（9–1月）。萼片は萼筒より長い。果実は球形～卵形の蒴果で径2–2.5 cmほど、冬に熟し、乾燥すると5つに裂開する。実の表面は星状毛と開出毛があり、中に多数の種子がある。染色体数は2n=92（西表島産、与那国島産）。
フヨウとの相違点は、本種はより大型となり常緑性が強い、葉形は切れ込みが浅く葉縁の鋸歯も鈍い、葉や茎などの植物体に腺毛が無い、開花期が遅い、花弁は短い、花は平面的に開く、副萼裂片の幅が広い等。

## 生育環境
平野部、斜面下部、農耕地の周辺、伐採跡、路傍など、人里付近で見られる。

## 利用
庭園、公園樹に用いられる。晩秋に淡桃色の花を多数咲かせるため、野山でも伐採されず残されていることがある。土壌は特に選ばず強健。花芽が当年枝につくので、新芽伸長後は剪定しないこと。カイガラムシやコナジラミ等が枝葉を食害することがある。繁殖は実生や挿し木による。

## 分類
本種はかつて野生のフヨウと考えられてきたが、上述の形態の違いをもとに1984年に新種として記載された。学名（種小名）の makinoi は牧野富太郎への献名。図鑑によりフヨウが日本南部（南西諸島）に自生すると記されていることがあるが、これは本種をフヨウと混同したためとされる。

## 分布
和名は先島諸島に由来し、主に九州西南部に位置する島のうち西海市崎戸町平島を北限に、同じく西海市崎戸町蛎浦島、五島列島中通島および福江島、男女群島、甑島列島、宇治群島、種子島、屋久島から琉球にかけて分布するとされてきた。九州南端の佐多岬にもあり、台湾にも分布することが報告されている。なお台湾にはヤマフヨウ H. taiwanensisも分布し、本種としばしば混同される。

## フヨウとの関係
サキシマフヨウを母体、フヨウを花粉親として交配すると稔性のある種間雑種が出来る。種子島や屋久島では、葉形はサキシマフヨウに似るが腺毛をもつ中間的な個体がみられ、フヨウとの自然交配により生じた雑種と推定されている。このため本種をフヨウの変種（学名：Hibiscus mutabilis var. spontanea）と扱う説もあるとされる。長崎県の蛎浦島でも雑種アイサキシマフヨウが知られる。

## 近縁種
この他、本種に近縁とされるイオウトウフヨウH. pacificusが小笠原諸島の火山列島（北硫黄島および南硫黄島）に特産する。こちらは葉の切れ込みがさらに浅く、扇型の花弁をもち、柱頭はサドル型、萼片と萼筒は等長で、相対的に萼筒が長めであるため花冠の基部が萼筒に締め付けられ、花冠が十分に展開しない等の点で本種と異なる。